# Hardtberg (Wuppertal)
Der Hardtberg, oft auch einfach nur Hardt genannt, ist eine teilweise bewaldete 238,1 m ü. NHN hohe Erhebung in Wuppertals Innenstadt-Gebiet, auf der Grenze zwischen den Stadtteilen Elberfeld und Barmen. Auf ihr ist Wuppertals bedeutendster Park angesiedelt, die Hardt bzw. die Hardt-Anlagen, sowie die Aussichtstürme Elisenturm und Bismarckturm.

## Topografie und naturräumliche Einteilung
Der Hardtberg erreicht eine Höhe von 238 Metern und liegt damit gut einhundert Meter über der Sohle der Wupper. Der Bergrücken hat eine Länge von ca. zwei Kilometern in West-Ost-Richtung und eine Breite von bis zu 900 Metern.
Im Hardtberg befinden sich Wuppertals bedeutendste Höhlen, die Hardthöhlen. Das unter Naturschutz stehende Höhlensystem ist nicht öffentlich zugänglich.
Zum Bau einer atombombensicheren Energieversorgung in Form eines Kavernenkraftwerkes wurde in den 1960er-Jahren, in den Zeiten des „Kalten Krieges“, ein Stollen am Hardtufer in den Berg getrieben. Beim Vortrieb wurde nicht nur der für die Honseler Schichten typische Schiefer, sondern auch Kalkstein durchfahren. Schon länger ist bekannt, dass dabei eine Kleinhöhle – die Tiefe Hardthöhle – angeschnitten wurde. Das Innere des Berges lieferte jedoch nicht genügend Wasser, um solch ein Kraftwerk zu betreiben. Also brach man das Projekt ab und der angefahrene Stollen wurde fest verschlossen. Seit 2015 wird auch diese Anlage vom Arbeitskreis Kluterthöhle e. V. offiziell betreut.
Der Hardtberg bildet die naturräumliche Einheit Hardtschieferrücken (Ordnungsnummer 3371.34) innerhalb der Wuppertaler Senke. Dort trennt er scharf die Elberfelder Kalksenke von der Barmer Kalksenke. Er besteht geologisch aus Lenneschiefer, in dem Kalkbänke eingelagert sind.

## Bebauung
Während die eher steilen Südhänge im ausgehenden 19. Jahrhundert im unteren Teil oft mit Villen oder Häusern aus der Gründerzeit bebaut wurden, befinden sich am nördlichen Rand einige Kleingartenanlagen. Die etwas höher gelegenen Randgebiete sind mit Laubwald bedeckt. Auf dem Höhenrücken selbst befinden sich baumbestandene Wiesenflächen.
Neben der Parkanlage Hardt befinden sich auf der Kuppe der Erhebung das Gebäudeensemble der Kirchlichen Hochschule und der ehemaligen Justizvollzugsschule. Im Westen befindet sich, innerhalb des Parks, eine am Hang gelegene Freilichtbühne (Waldbühne Hardt). Hier befand sich früher ein Steinbruch.

## Etymologie und Geschichte
Das Wort Hardt besitzt die Bedeutung bewaldete Höhe, Waldabhang und ist vielfach, auch in abgeleiteter Form im deutschen Sprachraum zu finden.
Die erste gesicherte urkundliche Erwähnung des Bergwalds erfolgte in einer Urkunde von 1593 als ein geholz die Hardt. Laut einer Abschrift einer älteren Grenzbeschreibung (14./15. Jahrhundert) verlief im Mittelalter die Außengrenze der Freigrafschaft Volmarstein über den Hardtberg. Im Spätmittelalter und der frühen Neuzeit lief dieser alten Grenze folgend die Elberfelder Linie der bergischen Landwehr über den Berg in Nord-Süd-Richtung und trennte nun die bergischen Ämter Elberfeld und Beyenburg.
Auf der Hardt stand auch der Elberfelder Galgen. Daher wurde der südwestliche Bergabhang noch Ende des 19. Jahrhunderts Galgenberg genannt.
Von 1812 bis 1837 wurde auf dem Hardtberg die einzige überlieferte Windmühle auf heutigem Wuppertaler Stadtgebiet betrieben. Auf dem Fundament des Bauwerks wurde später der Elisenturm erbaut.

## Der Heilige Berg
Volkstümlich wurde Anfang des 19. Jahrhunderts diese Anhöhe auch „Heiliger Berg“ genannt, da hier bereits die 1818 gegründete Barmer Mission ihre Heimat gehabt hatte. Dieser Name wird noch heute hauptsächlich in Kreisen der Kirchlichen Hochschule proklamiert, in der Bevölkerung ist der Name wenig geläufig.